# Mokuleia
Mokuleia is een plaats (census-designated place) in de Amerikaanse staat Hawaï, en valt bestuurlijk gezien onder Honolulu County.

## Demografie
Bij de volkstelling in 2000 werd het aantal inwoners vastgesteld op 1839.

## Geografie
Volgens het United States Census Bureau beslaat de plaats een oppervlakte van
13,2 km², waarvan 5,2 km² land en 8,0 km² water.

## Plaatsen in de nabije omgeving
De onderstaande figuur toont nabijgelegen plaatsen in een straal van 16 km rond Mokuleia.